# Annales de Mathématiques pures et appliquées
Els Annales de Mathématiques pures et appliquées (coneguts més popularment com Annales de Gergonne) fou una revista de matemàtiques, fundada per Joseph Diaz Gergonne, que passa per ser la primera revista científica (en el sentit actual del terme) de matemàtiques.